# لوکاس نوگیرا
لوکاس نوگیرا (انگلیسی: Lucas Nogueira؛ زادهٔ ۲۶ ژوئیهٔ ۱۹۹۲) بازیکن بسکتبال اهل برزیل است.
از باشگاه‌هایی که در آن بازی کرده‌است می‌توان به تورنتو رپترز اشاره کرد.